# 李洛能
李 洛能（り らくのう、1808年 - 1890年）は、中国の武術家。形意拳の開祖。
河北省深県出身。諱を飛羽、字は能然。当時の人々は李のことを老能先生と呼んでいた。洛能とは、この老能が訛って変化した通称である。その超絶的な技量から神拳李とも賞賛されていたという。
李は幼少から武術を好み、商用で山西省祁県小韓村（文曲村との記述もある）を訪れた折、当地に戴隆邦という戴氏心意拳の達人の存在を知り、後日人を介して入門する（実伝は戴の息子たちからとも娘婿からだったとも異説がある。娘婿の居住地は温曲村であり、温曲と文曲は同音である）。この時李は37歳であった。戴の元に入門した最初の2年は、李の習ったものは僅かに五行拳第一行目の金行劈拳と、連環拳の半路のみだったといわれている。だが李はこれに不平も洩らさず練成し続け、戴の母親にその人格と努力を認められたことを切っ掛けに、戴から手厚い指導を受け、10年の修練の末大成し心意拳の全伝を授けられた。その後戴から独立した李は、創意工夫を凝らして心意拳を改変し形意拳と改めた。三体式という形意拳に特徴的な独特の架式は、李によって考案されたものと思われる。
大成後は護院（ボディーガード）の職に就いていた為、山西省太谷県（李は太谷と祁県の間を往復して戴の教授を受けたとの説がある）に留まり、車永宏、宋世栄などを教えた後、子息の李太和を伴って故郷の河北省深県に帰る。
深県においても劉奇蘭、郭雲深などの優れた弟子を育成し、82歳で椅子に端座したまま一笑して逝ったと伝えられる。